# Sengkang (metrostation)
Sengkang is een metrostation van de metro van Singapore aan de North East Line. Het station biedt de overstap naar het Sengkang Lightrailsysteem.